# World Grand Prix 2005
Il World Grand Prix 2005 si è svolto dal 24 giugno al 18 luglio 2005. Dopo la fase a gironi che si è giocata dal 24 giugno al 10 luglio, la fase finale, a cui si sono qualificate le prime cinque squadre nazionali classificate nella fase a gironi, più il Giappone, paese ospitante, si è svolta dal 13 al 18 luglio a Kōbe, in Giappone. La vittoria finale è andata per la quinta volta, la seconda consecutiva, al Brasile.

## Squadre partecipanti

### Asia
- Cina
- Giappone
- Corea del Sud
- Thailandia

### Europa
- Germania
- Italia
- Paesi Bassi
- Polonia

### America
- Brasile
- Cuba
- Rep. Dominicana
- Stati Uniti

## Fase a gironi

### Primo week-end
| Gruppo A                                           | Gruppo B                                                   | Gruppo C                                             |
| -------------------------------------------------- | ---------------------------------------------------------- | ---------------------------------------------------- |
| Sede: Tokyo Brasile Corea del Sud Giappone Polonia | Sede: Reggio Calabria Cuba Germania Italia Rep. Dominicana | Sede: Ningbo Cina Paesi Bassi Stati Uniti Thailandia |

### Secondo week-end
| Gruppo D                                                      | Gruppo E                                  | Gruppo F                                        |
| ------------------------------------------------------------- | ----------------------------------------- | ----------------------------------------------- |
| Sede: Seul Corea del Sud Giappone Rep. Dominicana Stati Uniti | Sede: Macao Brasile Cina Germania Polonia | Sede: Manila Cuba Italia Paesi Bassi Thailandia |

### Terzo week-end
| Gruppo G                                             | Gruppo H                                            | Gruppo I                                              |
| ---------------------------------------------------- | --------------------------------------------------- | ----------------------------------------------------- |
| Sede: Hong Kong Cina Germania Italia Rep. Dominicana | Sede: Taipei Brasile Corea del Sud Cuba Paesi Bassi | Sede: Bangkok Giappone Polonia Stati Uniti Thailandia |

## Fase finale

### Girone unico

#### Risultati
Sendai - Sendai City Gymnasium

## Podio

### Campione
Formazione: 2 Raquel Silva, 3 Sheilla de Castro, 4 Paula Pequeno, 5 Caroline Gattaz, 6 Katia Rodrigues, 8 Valeska Menezes, 9 Carolina Albuquerque, 10 Wélissa Gonzaga, 11 Marcelle Moraes, 12 Jaqueline de Carvalho, 14 Fabiana de Oliveira, 17 Renata Colombo, CT: Jose Guimaraes

### Secondo posto
Formazione: 2 Natalia Viganò, 3 Elisa Cella, 5 Sara Anzanello, 6 Valentina Fiorin, 7 Martina Guiggi, 11 Serena Ortolani, 13 Cristina Vincenzi, 14 Eleonora Lo Bianco, 15 Antonella Del Core, 16 Francesca Ferretti, 17 Chiara Arcangeli, CT: Marco Bonitta

### Terzo posto
Formazione: 1 Wang Yimei, 2 Feng Kun, 3 Yang Hao, 4 Liu Yanan, 5 Chu Jinling, 6 Wang Keke, 7 Zhou Suhong, 10 Xue Ming, 11 Zhao Yun, 13 Wang Ting, 15 Ma Yunwen, 16 Zhang Na, 18 Zhang Ping, CT: Chen Zhonghe

## Classifica finale
| Classifica | Squadre         |
| ---------- | --------------- |
|            | Brasile         |
|            | Italia          |
|            | Cina            |
| 4          | Cuba            |
| 5          | Giappone        |
| 6          | Paesi Bassi     |
| 7          | Polonia         |
| 8          | Stati Uniti     |
| 9          | Corea del Sud   |
| 10         | Germania        |
| 11         | Rep. Dominicana |
| 12         | Thailandia      |